# 우루과이 라운드
우루과이 라운드(Uruguay Round)는 이전까지 세계 무역 질서를 이끌어 온 관세 및 무역에 관한 일반협정(GATT) 체제의 문제점을 해결하고 이 체제를 다자간 무역기구로 발전시키려는 국가간 협상이다. 1986년 9월 우루과이의 푼타델에스테에서 협상이 시작되었으며(그러한 연유로 이름이 우루과이 라운드이다), 몬트리올, 제네바, 브뤼셀, 워싱턴, 도쿄에서의 협상에 이어, 마침내 1994년 4월 모로코의 마라케시에서 세계무역기구 설립, 정부조달협정 등을 포함한 마라케시 합의문을 채택하기에 이른다.
이전 및 이어지는 협상 과정은 관세 및 무역에 관한 일반협정을 참조하기 바란다.

## 우루과이 라운드 타결시 각국의 손익평가
| 분야                                                                           | 이익국가                                                 | 손해국가                                          | 비 고                                                                                       |
| ------------------------------------------------------------------------------ | -------------------------------------------------------- | ------------------------------------------------- | ------------------------------------------------------------------------------------------- |
| 농산물교역                                                                     | 개도국, 동유럽국가, 미국, 호주, 뉴질랜드                 | EC                                                | 보조금축소로 덤핑수출이 사라져 농산물 가격 상승                                             |
| 예외없는 관세화                                                                | 개도국 및 곡물수출 국인 미국, 바나나 수출국인 중남미국가 | 한국, 일본, 호주, EC, 캐나다                      | 쌀시장개방 및 바나나수출장벽해소                                                            |
| 섬유                                                                           | 개도국, EC, 일본                                         | 미국                                              | 수입쿼터제 철폐                                                                             |
| 철강                                                                           | 대미 철강수출국 경쟁력이 강한 철강업체(특히 소형업체들)  | 미국, 효율성이 낮은 대형 철강업체들               | 현재 생산과잉상태                                                                           |
| 서비스교역                                                                     | 미국,EC                                                  | 개도국(특히 동아시아국가), 일본, 한국, 아세안국가 | 보험, 은행, 증권, 건설, 유통, 관광, 변호사업무, 각종컨설팅 회계업무, 컴퓨터 서비스시장 개방 |
| 해운업                                                                         | 미국, EC, 일본                                           | 개도국                                            |                                                                                             |
| 시청각교역                                                                     | 미국, 일본, 인도                                         | EC(특히 프랑스)                                   | TV프로그램, 영화 시장 개방                                                                  |
| 지적재산권                                                                     | 선진국                                                   | 개도국                                            |                                                                                             |
| 분쟁처리                                                                       | 개도국, 일본, EC                                         | 미국, EC                                          | 일방적인 무역보복행위 규제                                                                  |
| 세계무역기구(WTO) 설립                                                         | 국제 무역분쟁처리기구에 의존하는 모든 국가               | 미국                                              | 구속력을 가진 UR협정 이행감시기구                                                           |
| 보조금, 덤핑, 정부구매                                                         | 개도국                                                   | 미국                                              | 덤핑보복조치 요건을 강화                                                                    |
| - 출처 : 영국 Financial Times지, 한국경제신문, 1993년 7월 13일, p.6에서 재인용 |                                                          |                                                   |                                                                                             |

## 대한민국에의 영향
- 첫째로 농업에 미치는 영향이 있다.

이번 협상으로 수입이 제한되고 있는 품목 대부분이 1997년 7월 1일로 자유화하기로 합의되었다. 유제품 등 일부품목 (보리 ·콩 ·옥수수 등)을 제외하고는 비관세장벽을 유지할 수 없게 되어 외국 농산물과의 경쟁은 관세가 부가된 가격경쟁을 통해서만 성패가 좌우되게 되었다. 또한 이외에도 협상에서는 국내 농업에 대한 보조를 허용 대상 보조와 감축 대상 보조로 나누어 금지하고 있어 이것이 농업에 끼치는 영향은 크게 되었다. 결국 농업의 경우 가격 경쟁력의 불리함과 더불어 농업 보조조차도 기대할 수 없게 되어 농업의 경쟁력은 더욱 하락할 수밖에 없게 되었다..
- 둘째, 제조업에 미치는 영향이 있다.

제조업의 경우 농업과는 달리 우루과이 라운드의 혜택을 볼 수 있게 되었다. 이는 한국이 제조업 제품의 수출확대를 통한 경제발전을 추진하였기 때문에 무역저해요인의 철폐는 일단 제조업 제품 수출에 긍정적인 역할을 하게 되었다. 전반적인 관세 인하는 물론, 기술 장벽, 반덤핑, 선적 전 검사, 원산지 규정, 수입 허가 절차, 긴급 수입 제한 등 무역규범과 관련된 협상 결과도 전반적으로 수출산업에 긍정적인 효과를 끼치게 되었다. 관세 인하와 무역규범의 정립은 물론 수입에도 영향을 끼치게 되었다. 그러나 한국의 경우 관세는 추가적인 인하요인이 작은데다가 우루과이 라운드의 무역규범의 확립으로 인한 수입증대요인 역시 작게 되었다. 바로 이 점이 우루과이 라운드 타결이 한국경제에 긍정적이라고 평가되는 일반적 근거이다. 그러나 우루과이 라운드가 부정적으로 작용하게 되는데, 대외경쟁력을 확보한 산업은 수입장벽이 낮아짐에 따라 수출을 더 늘릴 수 있지만, 그렇지 못한 산업은 보조금과 수입규제에 대한 정부의 정책이 사라짐으로써, 수출도 하지 못하는 형편에 외국 산업의 상품이 수입됨에 따라 경영에 어려움을 겪게 되었다.

## 같이 보기
- 감축대상 농업보조